# Антимицин A
Антимицины — группа вторичных метаболитов, синтезируемых бактериями рода Streptomyces.

## Использование
Как активный компонент входит в состав Финтрола, пестицида (рыбий яд), который используется в рыбоводстве, в частности при промышленном разведении сомообразных.

## Механизм действия
Антимицин A связывается с Qin-центром цитохром-bc1-комплекса и ингибирует восстановление убихинона, который вытесняется им из этого сайта. В результате прерывается Q-цикл по которому происходит работа фермента. Цитохром-bc1-комплекс — центральный фермент в дыхательной цепи переноса электронов и вносит существенный вклад в окислительное фосфорилирование. Ингибирование этого комплекса резко снижает образование электрохимического градиента на внутренней мембране митохондрий. В результате происходит снижение продукции АТФ, поскольку АТФ-синтазе не хватает протонов. Кроме того, ингибирование комплекса усиливает образование свободных радикалов, в частности супероксида.
Также было показано, что антимицин А ингибирует циклический транспорт электронов в электрон-транспортной цепи фотосинтеза.
Показано, что муравьи-грибководы из трибы Attini используют антимицины, которые производятся симбиотическими бактериями Streptomyces, в своём грибководстве, чтобы подавлять рост патогенных грибов. Недавно группа исследователей изучавшая симбиотических стрептомицетов выделила кластер генов биосинтеза антимицинов, которые до этого были неизвестны, хотя эта группа соединений была открыта 60 лет назад. Антимицины синтезируются не рибосомально, при помощи фермента поликетидсинтазы.